# Marston Trussell
Marston Trussell – wieś w Anglii, w hrabstwie Northamptonshire, w dystrykcie (unitary authority) West Northamptonshire. Leży 26 km na północ od miasta Northampton i 122 km na północny zachód od Londynu. Miejscowość liczy 163 mieszkańców.